# 2019年至2020年德国足球地区联赛
2019年至2020年德国足球地区联赛（德語：Fußball-Regionalliga 2019/20）是德国足球地区联赛作为德国第四级赛事的第十二个赛季，也是改革为五轨赛制后的第八个赛季。自2018-19赛季起，将产生4个升入德丙联赛的名额。在本赛季中，来自西南、巴伐利亚和北部地区联赛的冠军都可直接升级。来自东北和西部地区联赛的冠军则需参加两场主客場制的升级资格赛，以确定第四个升级名额。

## 地区联赛构成
- 由巴伐利亚足球协会辖下18和17支球队参加的2019年至2021年巴伐利亚地区联赛
- 由德国北部足球协会辖下18支球队参加的2019年至2020年北部地区联赛
- 由德国东北足球协会辖下18支球队参加的2019年至2020年东北地区联赛
- 由德国西南足球地区协会及德国南部足球协会（巴伐利亚足协除外）辖下18支球队参加的2019年至2020年西南地区联赛
- 由德国西部足球协会辖下19支球队参加的2019年至2020年西部地区联赛

## 冠状病毒大流行的影响
由于德国暴发2019冠状病毒大流行，德国足协的的全部五个地区协会都在2020年3月宣布中断各自主办的地区联赛赛程，并且除巴伐利亚之外，其它四个地区联赛都未能于后续重启。
西南地区联赛于2020年5月26日被终止。萨尔布吕肯根据积分榜的除法定则（即各队已完赛场次的平均分）当选为冠军，并获准升级；同时由于没有球队需要降级，随着四支球队从高级联赛升入，将导致来季的参赛球队增多。
东北地区联赛也于2020年6月5日被取消。莱比锡火车头获颁冠军，并取得德丙升级资格赛的参赛名额。尽管未能产生因竞技成绩降级的球队，但由于红白埃尔福特于2020年1月底破产解散、以及诺德豪森勇敢在申请破产后自愿降级，联赛流失的两个参赛名额恰好可由两支从东北高级联赛升入的球队弥补。
巴伐利亚地区联赛的球队于2020年6月4日通过投票，明确将联赛赛季延长至9月以后，这意味着巴伐利亚足球协会不得不取消2020-21赛季，并在缺少慕尼黑土耳其力量的情况下继续完赛；而慕尼黑土耳其力量作为中断前的积分榜头名，已获准升入德丙。因此，巴伐利亚州在2021年春季会以季后赛的模式决出优胜者。季后赛将由排名前四的球队参加，且必须已提交德丙参赛牌照的申请。然后，该优胜者再与2020-21赛季北部地区联赛的优胜者竞争，以决出2021-22赛季德丙联赛的升级名额。
西部地区联赛于2020年6月20日被腰斩。勒丁豪森当选为冠军，但由于它们并未申请德丙参赛牌照，因此由排名第二的费尔递补参加升级资格赛。同时由于未能产生因竞技成绩降级的球队，随着三支球队从高级联赛升入，将导致来季的参赛球队增多。此外，由于瓦滕沙伊德09申请破产以及哈尔滕自愿降级，它们来季将参加高级联赛。
北部地区联赛于2020年6月25日终止。吕贝克被宣布为冠军，并升入德丙；同时由于没有球队降级，随着五支球队从高级联赛升入，将导致来季的参赛球队增多。

## 升级资格赛
德丙升级资格赛由东北地区联赛的冠军和西部地区联赛的亚军参加。主客場制两回合资格赛的胜者可升入2020年至2021年德国足球丙级联赛。如果球队放弃参赛，或者没有任何球队能够通过地区联赛的竞技成绩入围，则升级名额将通过抽签产生。
以下球队通过竞技排名取得了参加升级附加赛的资格：
- 东北地区联赛冠军：莱比锡火车头
- 西部地区联赛亚军：费尔

首回合比赛定于2020年6月25日、次回合比赛定于6月30日举行。莱比锡火车头通过抽签获得首回合的主场权，次回合则因当地的冠状病毒疫情加重而无法由费尔的主场承办，继而转至比勒费尔德的旭格竞技场进行。
| 第一隊       | 總比數     | 第二隊 | 首回合 | 次回合 |
| ------------ | ---------- | ------ | ------ | ------ |
| 莱比锡火车头 | (a)3:3 (a) | 费尔   | 2:2    | 1:1    |